# Silvia Abril
Silvia Abril (Mataró, 10 april 1971) is een actrice uit Spanje.
In 2008 nam Abril als danseres in de act van Rodolfo Chikilicuatre deel aan het Eurovisiesongfestival 2008.
In januari 2020 presenteerde Abril de 34ste uitreiking van de Premios Goya.

## Privé
Abril is getrouwd met komiek en presentator Andreu Buenafuente.
- Biblioteca Nacional de España: XX4604012
- Bibliothèque nationale de France: cb16527766t (data)
- Catàleg d'autoritats de noms i títols de Catalunya: 981058609325306706
- Gemeinsame Normdatei: 122551150X
- International Standard Name Identifier: 0000 0001 1823 4102
- Library of Congress Control Number: no2020115372
- Virtual International Authority File: 169253415